# مقاطعة دونا أنا (نيومكسيكو)
مقاطعة دونا أنا (بالإنجليزية: Doña Ana County)‏ هي إحدى مقاطعات ولاية نيومكسيكو في الولايات المتحدة الأمريكية.